# Conference League North 2006-2007
La Conference League North 2006-2007 è stata la 3ª edizione della seconda serie della Conference League. Rappresenta, insieme alla Conference League South, il sesto livello del calcio inglese ed il secondo del sistema "non-league". 

## Squadre partecipanti
| Squadra                           | Città             | Stagione precedente                                            |
| --------------------------------- | ----------------- | -------------------------------------------------------------- |
| Alfreton Town                     | Alfreton          | 17º posto in Conference League North                           |
| Barrow                            | Barrow-in-Furness | 14º posto in Conference League North                           |
| Blyth Spartans                    | Blyth             | 1º posto in Northern Premier League Premier Division, promosso |
| Droylsden                         | Droylsden         | 4º posto in Conference League North                            |
| Farsley Celtic                    | Leeds             | 4º posto in Northern Premier League Premier Division, promosso |
| Gainsborough Trinity              | Gainsborough      | 16º posto in Conference League North                           |
| Harrogate Town                    | Harrogate         | 5º posto in Conference League North                            |
| Hinckley United                   | Hinckley          | 10º posto in Conference League North                           |
| Hucknall Town                     | Hucknall          | 12º posto in Conference League North                           |
| Hyde United                       | Hyde              | 11º posto in Conference League North                           |
| Kettering Town                    | Kettering         | 6º posto in Conference League North                            |
| Lancaster City                    | Lancaster         | 15º posto in Conference League North                           |
| Leigh Railway Mechanics Institute | Leigh             | 22º posto in Conference League North                           |
| Moor Green                        | Birmingham        | 9º posto in Conference League North                            |
| Nuneaton Borough                  | Nuneaton          | 3º posto in Conference League North                            |
| Redditch United                   | Redditch          | 20º posto in Conference League North                           |
| Scarborough                       | Scarborough       | 21º posto in Conference League National, retrocesso            |
| Stalybridge Celtic                | Stalybridge       | 7º posto in Conference League North                            |
| Vauxhall Motors                   | Ellesmere Port    | 18º posto in Conference League North                           |
| Worcester City                    | Worcester         | 8º posto in Conference League North                            |
| Workington                        | Workington        | 13º posto in Conference League North                           |
| Worksop Town                      | Worksop           | 19º posto in Conference League North                           |

## Classifica finale
|  | Pos. | Squadra              | Pt | G  | V  | N  | P  | GF | GS  | DR  |
|  | ---- | -------------------- | -- | -- | -- | -- | -- | -- | --- | --- |
|  | 1    | Droylsden            | 78 | 42 | 23 | 9  | 10 | 85 | 55  | +30 |
|  | 2    | Kettering Town       | 73 | 42 | 20 | 13 | 9  | 75 | 58  | +17 |
|  | 3    | Workington           | 70 | 42 | 20 | 10 | 12 | 61 | 46  | +15 |
|  | 4    | Hinckley Utd         | 69 | 42 | 19 | 12 | 11 | 68 | 54  | +14 |
|  | 5    | Farsley Celtic       | 68 | 42 | 19 | 11 | 12 | 58 | 51  | +7  |
|  | 6    | Harrogate Town       | 67 | 42 | 18 | 13 | 11 | 58 | 41  | +17 |
|  | 7    | Blyth Spartans       | 66 | 42 | 19 | 9  | 14 | 57 | 49  | +8  |
|  | 8    | Hyde                 | 65 | 42 | 18 | 11 | 13 | 79 | 62  | +17 |
|  | 9    | Worcester City       | 62 | 42 | 16 | 14 | 12 | 67 | 54  | +13 |
|  | 10   | Nuneaton Borough     | 60 | 42 | 15 | 15 | 12 | 54 | 45  | +9  |
|  | 11   | Moor Green           | 59 | 42 | 16 | 11 | 15 | 53 | 51  | +2  |
|  | 12   | Gainsborough Trinity | 56 | 42 | 15 | 11 | 16 | 51 | 57  | -6  |
|  | 13   | Hucknall Town        | 54 | 42 | 15 | 9  | 18 | 69 | 69  | 0   |
|  | 14   | Alfreton Town        | 54 | 42 | 14 | 12 | 16 | 44 | 50  | -6  |
|  | 15   | Vauxhall Motors      | 51 | 42 | 12 | 15 | 15 | 62 | 64  | -2  |
|  | 16   | Barrow               | 50 | 42 | 12 | 14 | 16 | 47 | 48  | -1  |
|  | 17   | Leigh                | 49 | 42 | 13 | 10 | 19 | 47 | 61  | -14 |
|  | 18   | Stalybridge Celtic   | 49 | 42 | 13 | 10 | 19 | 64 | 81  | -17 |
|  | 19   | Redditch Utd         | 48 | 42 | 11 | 15 | 16 | 61 | 68  | -7  |
|  | 20   | Scarborough (-10)    | 45 | 42 | 12 | 9  | 21 | 44 | 62  | -18 |
|  | 21   | Worksop Town         | 45 | 42 | 9  | 13 | 20 | 45 | 79  | -34 |
|  | 22   | Lancaster City (-10) | 1  | 42 | 2  | 5  | 35 | 27 | 110 | -83 |

Legenda:
      Promosso in Conference League Premier 2007-2008.
  Ammesso ai play-off.
      Retrocesso in Northern Premier League Premier Division 2007-2008.
Regolamento:
Tre punti a vittoria, uno a pareggio, zero a sconfitta.
In caso di arrivo di due o più squadre a pari punti, la graduatoria viene stilata secondo i seguenti criteri:
- differenza reti
- maggior numero di gol segnati

Note:

 Worksop Town retrocesso in Northern Premier League Premier Division per peggior differenza reti rispetto allo Scarborough.
Scarborough fallito a fine stagione ed escluso dal successivo campionato.
Lancaster City retrocesso d'ufficio in Northern Premier League Division One North (livello 8) per problemi finanziari.
Penalizzazioni:

Il Lancaster City e lo Scarborough sono stati sanzionati con 10 punti di penalizzazione.

## Spareggi

### Play-off

#### Tabellone
|  | Semifinali | Semifinali           | Semifinali | Semifinali | Semifinali |  |  | Finale | Finale          | Finale |  |
|  |            |                      |            |            |            |  |  |        |                 |        |  |
|  | 5          | Farsley C. (4-2 dcr) | 1          | 0          | 1          |  |  |        |                 |        |  |
|  | 2          | Kettering Town       | 1          | 0          | 1          |  |  | 5      | Farsley Celtic  | 4      |  |
|  | 4          | Hinckley United      | 0          | 2          | 2          |  |  | 4      | Hinckley United | 3      |  |
|  | 3          | Workington           | 0          | 1          | 1          |  |  |        |                 |        |  |